# ГЕС-ГАЕС Ріо-Гранде
ГЕС-ГАЕС Ріо-Гранде — гідроелектростанція в північній Аргентині в провінції Кордова. Знаходячись перед ГЕС Фітц Сімон, становить верхній ступінь у каскаді на річці Кталамочи́та, яка є лівим витоком Каркараньї, що впадає праворуч до Парани.
У своїй роботі станція використовує два резервуари, створені один за одним на тій же річці за допомогою насипних гребель:
- верхній утримується спорудою, що називається Cerro Pelado, заввишки 98 метрів, завдовжки 411 метрів, яка потребувала 3,7 млн м3 матеріалу. Їй допомагають дві бічні дамби — права висотою 50 метрів та довжиною 1,5 км (витрачено 1,6 млн м3 матеріалу) та ліва висотою 57 метрів та довжиною до сотні метрів. Разом вони утримують водосховище з площею поверхні 12,4 км2 та об'ємом 371 млн м3, в якому можливе коливання рівня поверхні між позначками 856 та 876 метрів НРМ;
- нижній утримує гребля Arroyo Corto, яка має висоту 43 метри, довжину 1528 метрів та потребувала 2,4 млн м3 матеріалу. Вона утримує водосховище з площею поверхні 3,9 км2 та об'ємом 35 млн м3, в якому можливе коливання рівня поверхні між позначками 672 та 691 метр НРМ.

Машинний зал, споруджений у підземному виконанні на глибині 130 метрів, розташований біля верхньої греблі та з'єднаний тунелем з розташованим за 5,6 км нижнім резервуаром. Він обладнаний чотирма оборотними турбінами типу Френсіс потужністю по 187,5 МВт, які при напорі 178,3 метра забезпечують виробництво 500 млн кВт·год електроенергії на рік за рахунок природного припливу та 400 млн кВт·год при виконанні функції гідроакумуляції.